# Иво Виктор
Иво Виктор (Крелов-Брухотин, 21. мај 1942) бивши је чехословачки фудбалер, који је играо на позицији голмана. За репрзентацију Чехословачке одиграо је 63 утакмица у периоду од 1966. до 1977. године, укључујући наступе на Светском првенству 1970. и Европско првенству 1976. године. 
Сматран једним од најбољих голмана своје генерације у Европи у првенству, био је на трећем месту за доделу награде Златна лопта, а петоструки је добитник Награде фудбалер године у Чехословачкој и двоструки добитник награде Европски голман године.

## Каријера
Током каријере играо је за неколико клубова у Чехословачкој, укључујући Дукли Праг, за коју је играо 13 година и са којом је освојио неколико титула првака државе.
За репрезентацију Чехословачке дебитовао је на утакмици против селекције Бразила 1966. године на стадиону Маракана. За репрезентацију играо је на Светском првенству 1970. године, а на Европском првенству 1976. године био је један од најуспешнијих играча и помогао својој репрезентацији да освојио првенство.  Током 1976. године био је на трећем месту за Европског фудбалера године. Укупно је забележио 63 међународна наступа за Чехословачку између 1966. и 1977. године.
Током сезоне 1990/91. био је тренер Дукла Прага, а клуб је тада завршио такмичење на 11. месту.

## Награде и трофеји

### Клуб
Дукла Праг
- Прва лига Чехословачке: 1964, 1966 и 1977.
- Куп Чехословачке: 1965, 1966 и 1969.

### Репрезентација
Чехословачка
- Европско првенство у фудбалу: 1976.[3]

### Индивидуални
- Чехословачки фудбалер године: 1968, 1972, 1973, 1975 и 1976.[7]
- Златна лопта: треће место 1976. године.[5]
- Најбољи европски голман: 1969 и 1976. године.[8]
- УЕФА најбољи тим на Европском првенству: 1976.[4]
- 24. најбољи голман века по Међународној федерацији фудбалске историје и статистике.[9]